# Chuck Knox
Charles Robert „Chuck“ Knox (* 27. April 1932 in Sewickley, Pennsylvania; † 13. Mai 2018) war ein US-amerikanischer American-Football-Spieler und -Trainer. Er war Head Coach in der National Football League (NFL) bei den Los Angeles Rams, den Buffalo Bills und den Seattle Seahawks.

## Persönliches
Chuck Knox wurde in Sewickley, einem Vorort von Pittsburgh, geboren. Er war der Sohn von Charlie Knox, einem irischen Stahlarbeiter, und Helen Knox, einer schottischen Hausfrau. Er spielte auf der Position des Tackles am Juniata College in Huntingdon, Pennsylvania. Er machte dort 1954 seinen Hochschulabschluss.
Er lebte mit seiner Frau in La Quinta, Kalifornien. Knox hatte drei Töchter und einen Sohn, die ihm sechs Enkelkinder schenkten. Sein Sohn Chuck Knox jr. wurde ebenfalls Footballtrainer, unter anderem bei den Green Bay Packers und den Minnesota Vikings. Chuck Knox verstarb am 13. Mai 2018 nach einem längeren Demenzleiden.

## Trainerkarriere

### Frühe Stationen
Knox begann seine Trainerlaufbahn 1954 als Assistenztrainer für das Juniata College. Weitere Trainerstationen im High-School-Bereich waren Tyrone und Elwood City, im College-Bereich Wake Forest und Kentucky, jeweils in verschiedenen Ämtern als Assistenztrainer.

### AFL und NFL

#### Offensive-Line-Coach
Am 8. Mai 1963 verpflichtete ihn Weeb Ewbank als Offensive-Line-Coach für die New York Jets, die damals noch in der American Football League (AFL) spielten. Dort half er vier Saisons lang beim Aufbau einer funktionierenden Offensive Line, die, nach Knox’ Abgang, zum Sieg im Super Bowl III ihren Anteil beitrug.
Am 13. Februar 1967 unterschrieb er einen Vertrag bei den Detroit Lions, was sein erster Job in den National Football League (NFL) war. Dort setzte er ein Novum, als er den Afroamerikaner Bill Cotrell als Center nominierte. Cotrell sagte in der Dokumentation Hard Knox: The Life of an NFL Coach, Knox habe damit „gegen die ungeschriebene Regel verstoßen: Keine schwarzen Quarterbacks, keine schwarzen Middle Linebacker und keine schwarzen Center.“

#### Head Coach
Seinen ersten Job als Head Coach bekam Knox am 21. Januar 1973 bei den Los Angeles Rams. Knox bekam während dieser Zeit den Spitznamen Ground Knox für seine Vorliebe für das Laufspiel. Er führte die Rams in seiner ersten Saison mit einer Bilanz von 12 Siegen bei 2 Niederlagen zum NFC-West-Titel. Man schied aber bereits im ersten Play-off-Spiel gegen die Dallas Cowboys aus. Er wurde in selbiger Saison zum ersten Mal mit dem NFL Coach of the Year Award ausgezeichnet.
1974 setzte Knox ein weiteres Novum, als er James Harris zum ersten afroamerikanischen Starting-Quarterback ernannte.
Nach fünf Jahren, in denen er immer den NFC-West-Titel gewann, verließ Knox die Rams, da die Kritik an ihm immer lauter wurde, da er die Mannschaft nie in den Super Bowl führte. Seine nächste Trainer Station waren die Buffalo Bills, eine Mannschaft, die in den vorangegangenen zwei Saisons nur fünf Siege erzielen konnte. In seiner ersten Saison bei den Bills erlangte Knox fünf Siege in sechzehn Spielen. Zwei Jahre später gewann Knox mit den Bills bereits den AFC-East-Titel, verlor dann jedoch gegen die San Diego Chargers in den Divisional Play-offs. Im folgenden Jahr gelang den Bills zwar ein Sieg in den Wild-Cards, jedoch verlor man erneut in den Divisional-Play-offs.
Nachdem sich Knox mit den Bills nicht auf einen neuen Vertrag einigen konnte, heuerte er bei den Seattle Seahawks an. Dort nahm er einige Änderungen vor, so ersetzte er beispielsweise Quarterback Jim Zorn durch Dave Krieg. Dort ermöglichte er den Seahawks ihre erste Play-off-Teilnahme. Nach Siegen über die Denver Broncos und die Miami Dolphins scheiterten sie dann im AFC Championship Game an den Los Angeles Raiders.
In der darauf folgenden Saison änderte Knox sein Spielsystem und wurde von Ground Knox zu Air Knox. 1985 und 1986 qualifizierten sich die Seahawks nicht für die Play-offs, erreichten diese aber 1987 erneut, wo sie jedoch das erste Spiel gegen die Houston Oilers verloren. 1988 holte er mit den Seahawks den ersten AFC-West-Titel der Franchisegeschichte und Knox wurde der erste Trainer, der Division-Titel mit drei verschiedenen Teams gewann. Nach drei weiteren erfolglosen Saisons trat Knox 1991 zurück.
Im Anschluss daran kehrte Knox 1992 als Head Coach zu den Rams zurück, blieb dort jedoch erfolglos und wurde am 9. Januar 1995 entlassen.